# Sparta (film)
Pour les articles homonymes, voir Sparta.
Pour plus de détails, voir Fiche technique et Distribution.
Sparta est un film franco-germano-autrichien réalisé par Ulrich Seidl et sorti en 2023.

## Synopsis
En Roumanie, après avoir quitté sa petite amie, Ewald ouvre un centre de judo pour jeunes garçons. Si les enfants sont content des cours, les villageois eux se méfient de lui...

## Fiche technique
- Titre : Sparta
- Réalisation : Ulrich Seidl
- Scénario : Ulrich Seidl et Veronika Franz
- Décors : Andreas Donhauser et Renate Martin
- Costumes : Tanja Hausner
- Photographie : Serafin Spitzer et Wolfgang Thaler
- Son : Klaus Kellermann
- Montage : Monika Willi
- Sociétés de production : Ulrich Seidl Filmproduktion GmbH (Autriche) - Essential Films (Allemagne) - Bayerischer Rundfunk (Allemagne) - Parisienne de Production (France) - Arte France Cinéma (France)
- Pays de production :  Autriche -  France -  Allemagne
- Durée : 99 minutes
- Dates de sortie : 
  - Espagne : 18 septembre 2022
  - France : 31 mai 2023

## Distribution
- Hans-Michael Rehberg
- Georg Friedrich
- Florentina Elena Pop

## Sélections
- Festival international du film de Saint-Sébastien 2022[1]
- Viennale 2022[2]

## À propos du film
Traitant de la pédophilie, Sparta a été réalisé en Roumanie en 2018 et 2019 avec de jeunes comédiens non professionnels. Une enquête publiée par Der Spiegel a mis en cause les conditions dans lesquelles les enfants ont participé au tournage.
Dans les Cahiers du cinéma, évoquant une « pièce de plus dans l'univers sordide et complaisant de Seidl », Ariel Schweitzer estime que le film « œuvre à créer une empathie avec un pédophile qui souffre, un homme « bon » dans le fond (il s'occupe délicatement de son père), qui se fait violence pour ne pas passer à l'acte. »